# Нападение на школу в Мпондве (2023)
16 июня 2023 года повстанцы Союзных демократических сил (ADF), джихадистской группировки, предположительно связанной с Исламским государством, напали на школу в Мпондве, городе в округе Касесе на западе Уганды на границе с Демократической Республикой Конго. Погибло 42 человека, в том числе 38 учеников, несколько были похищены.

## Предыстория
Средняя школа Лхубириха — это школа-интернат, расположенная в Мпондве, округ Касесе. Это частное учреждение, построенное канадской неправительственной организацией. На момент нападения в июне 2023 года там проживали 63 ученика. Согласно заявлениям, сделанным первой леди и министром образования Джанет Мусевени, право собственности и контроль над школой были предметом спора.

## Нападение
Нападение повстанцев на школу произошло примерно в 23:30. Группа из пяти нападавших подожгла общежитие и разграбила продовольственный магазин во время нападения. Во время нападения погибли 42 человека, в том числе 38 учащихся, школьный охранник и трое местных жителей. Восемь человек были госпитализированы в критическом состоянии. Ещё шестеро были похищены, в основном ученицы. Из 38 убитых учеников 20 были девочками, которые были зарублены насмерть, и ещё 18 были мальчиками, погибшими во время поджога. Некоторые тела сильно обгорели, что потребовало проведения тестов ДНК для опознания. Нападавшие подожгли матрасы студентов и, как сообщается, взорвали бомбы.

## Организаторы
По словам генерал-майора Дика Олума, силы безопасности получили разведданные, указывающие на присутствие повстанцев в пограничном районе со стороны Демократической Республики Конго (ДРК), как минимум за два дня до нападения. Полиция Уганды установила, что ответственность за нападение несут Союзные демократические силы.

## Последствия
Фред Энанга, представитель национальной полиции, заявил, что значительное количество тел было доставлено в больницу Бвера. Власти заявили, что солдаты преследовали группу, которая бежала в направлении национального парка Вирунга в ДРК. Кроме того, угандийская армия мобилизовала авиацию для оказания помощи в обнаружении повстанческой группировки. По данным информационного агентства AFP, всё ещё остается значительное число учеников, местонахождение которых не установлено.
Министерство образования и спорта выплатило каждой из пострадавших семей компенсацию в размере 5 миллионов шиллингов, чтобы помочь им покрыть расходы на похороны. Раненые ученики получили 2 миллиона шиллингов на покрытие своих медицинских счетов.